# Psoralea glandulosa
La Psoralea glandulosa actualmente como Otholobium glandulosum, también llamada wallwa, culé, culén o hierba de San Agustín, es una planta perenne perteneciente a la familia de las fabáceas. Es originaria de Mauricio, Estados Unidos, Uruguay y de la costa oeste de Sudamérica, en Chile y Perú.

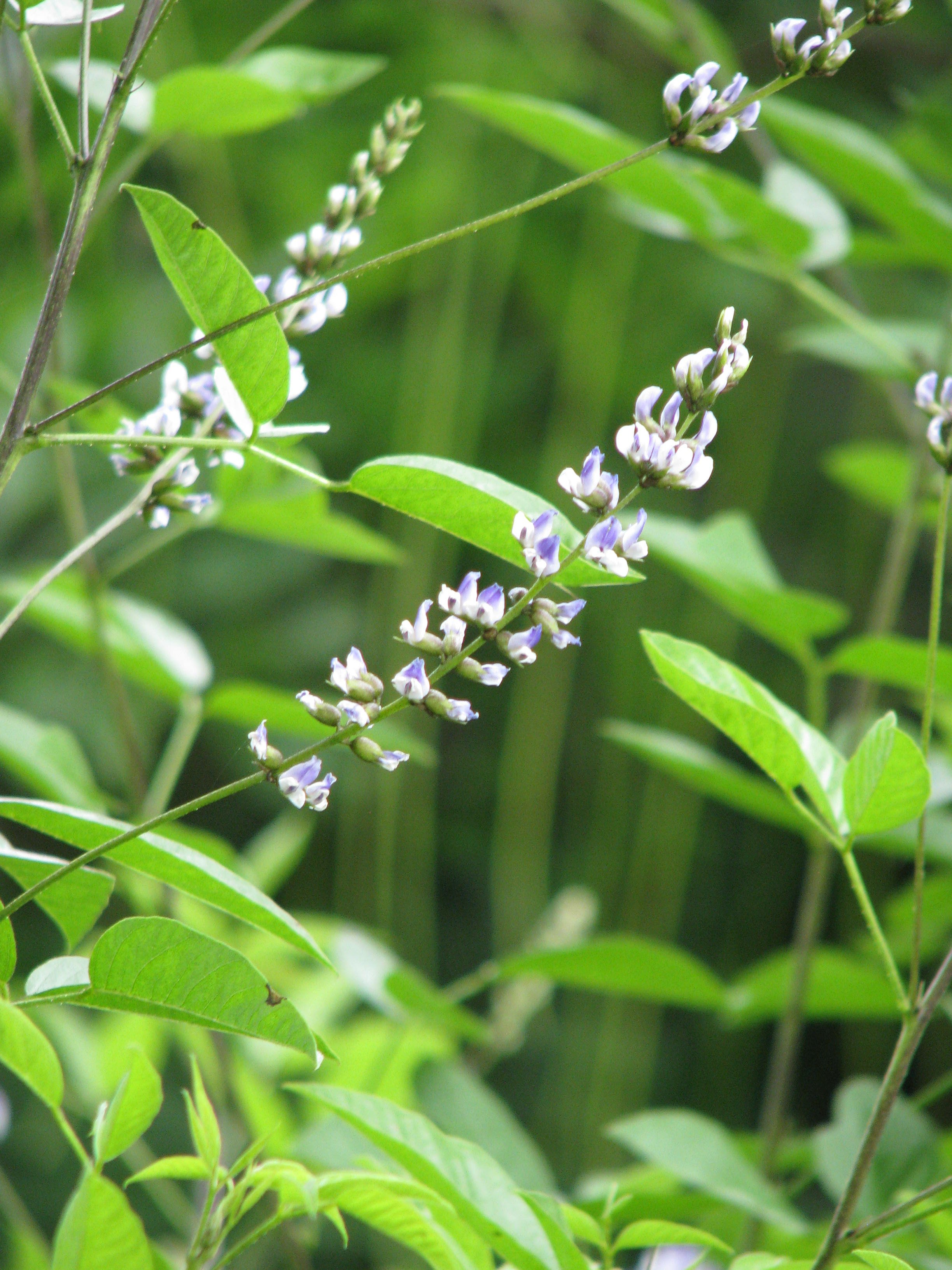
Inflorescencia

## Descripción
Es una planta herbácea con raíz subterránea perennifolia, semileñosa. Tiene un tallo erguido, ramificado, semileñoso, que alcanza hasta más de 7 m de altura, con una corteza estriada de color café. Las hojas caulinares son pecioladas, opuestas, peninervias, enteras y lanceoladas. Sus hojas son caducas y compuestas; con tres folíolos.
Una característica peculiar de las hojas de esta planta es que son punteadas, es decir, que presentan puntos, depresiones y hoyos traslúcidos o coloreados a los que suma la presencia de glándulas. De allí la segunda parte de su nombre científico: glandulosa. Las hojas son altamente aromáticas. La inflorescencia es en forma de racimo de 10 a 15 cm de largo. El fruto es una legumbre o vaina seca y monocarpelar que miden de 6 a 7 mm y contiene semillas dicotiledóneas.

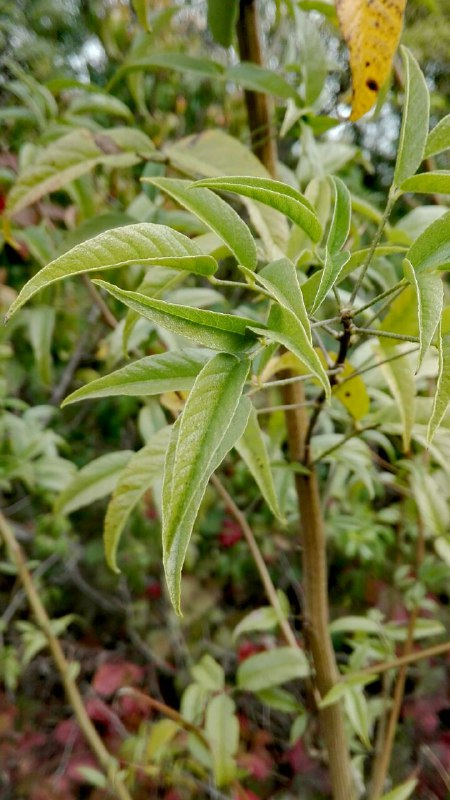
Hojas de Culén
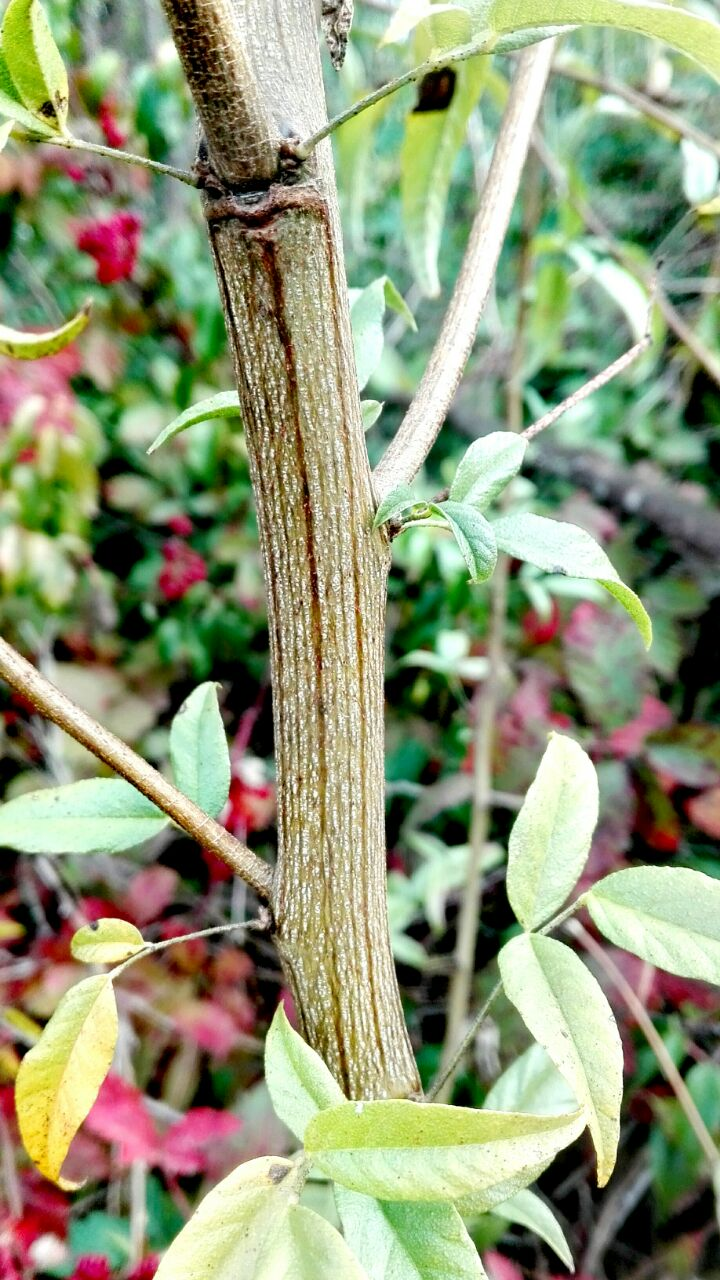
Corteza estriada de Culén

## Distribución
Se desarrolla de manera silvestre o cultivada en la sierra peruana. Es una planta perenne y tiene resinas, taninos, gomas y aceites esenciales.

## Usos

### Medicinal
Puede utilizarse su infusión como un antihelmíntico y también para la indigestión. La cocción de los cogollos puede ser útil para tratar la diabetes.

### Gastronomía
En Chile se utiliza la corteza del culén, mezclada con clavo de olor, canela, azúcar y aguardiente para preparar un trago típico característico de los años 1960.

### Ginecológico
La decocción del cogollo y las hojas se usa para regular el ciclo menstrual y sus dolores.

## Potencial
Sus propiedades terapéuticas le confieren eventualmente de muchos usos posibles.

## Reacciones adversas
El contacto directo de la piel con esta planta produce en algunas personas irritación, salpullido, alergia, e incluso estados febriles (Similar a las causadas por Lithraea caustica ).

## Taxonomía
Psoralea glandulosa fue descrita por Carlos Linneo   y publicado en Species Plantarum, Editio Secunda 2: 1075. 1763.
Etimología
Psoralea: nombre genérico que deriva del griego y que significa "más o menos reducido" donde se refiere a los puntos glandulares en las hojas.
glandulosa: epíteto latín que significa "glandular".
Sinonimia
- Otholobium glandulosum (L.) J.W.Grimes, 1990.
- Hoita glandulosa (L.) Rydb., N. Amer. Fl. 24(1): 8. 1919.
- Lotodes glandulosum (L.) Kuntze, Revis. Gen. Pl. 194. 1891.
- Lotodes glandulosum var. albidum Kuntze, Revis. Gen. Pl. 3(3): 65. 1898.
- Lotodes glandulosum var. coeruleum Kuntze, Revis. Gen. Pl. 3(3): 65. 1898.[7]

## Nombres
- kalisaya (aimara), gualgua, hualhua, huasha; culén (Chile), culé (Uruguay), hierba de San Agustín.
- albahaquilla de Chile, huallhua (Perú), ipecacuana de América, té de Chile, té del Brasil, té del Paraguay, hierba del carnero (Perú), hierba de mataduras (Chile), yolochiahitl (México).[8]